# Space Adventures M-55X
Space Adventures M-55X (kurz M-55X) sollte das Trägerflugzeug für das Suborbital-Flugzeug Space Adventures Explorer werden. Das komplette System nannte sich „Cosmopolis XXI tourist spaceplane system“. Das Flugzeug wurde unter Federführung der Firma Space Adventures vom Konstruktionsbüro Mjassischtschew konzipiert. Auf der MAKS ’2001 wurde die Kombination der Projekte M-55X und S-XXI vorgestellt. Bei der M-55X handelte es sich um einen geplanten Umbau der M-55 als Trägerflugzeug für den kleinen Raumgleiter S-XXI. Die mit Boostern ausgerüstete M-55X sollte die S-XXI auf eine Höhe von 17 – 19.000 m bringen, wo dann der Booster gezündet worden wäre und den Raumgleiter auf eine Erdumlaufbahn gebracht hätte.
Das Projekt wurde spätestens 2010 aufgegeben, weil es sich als zu teuer erwies.